# Rio del Vin

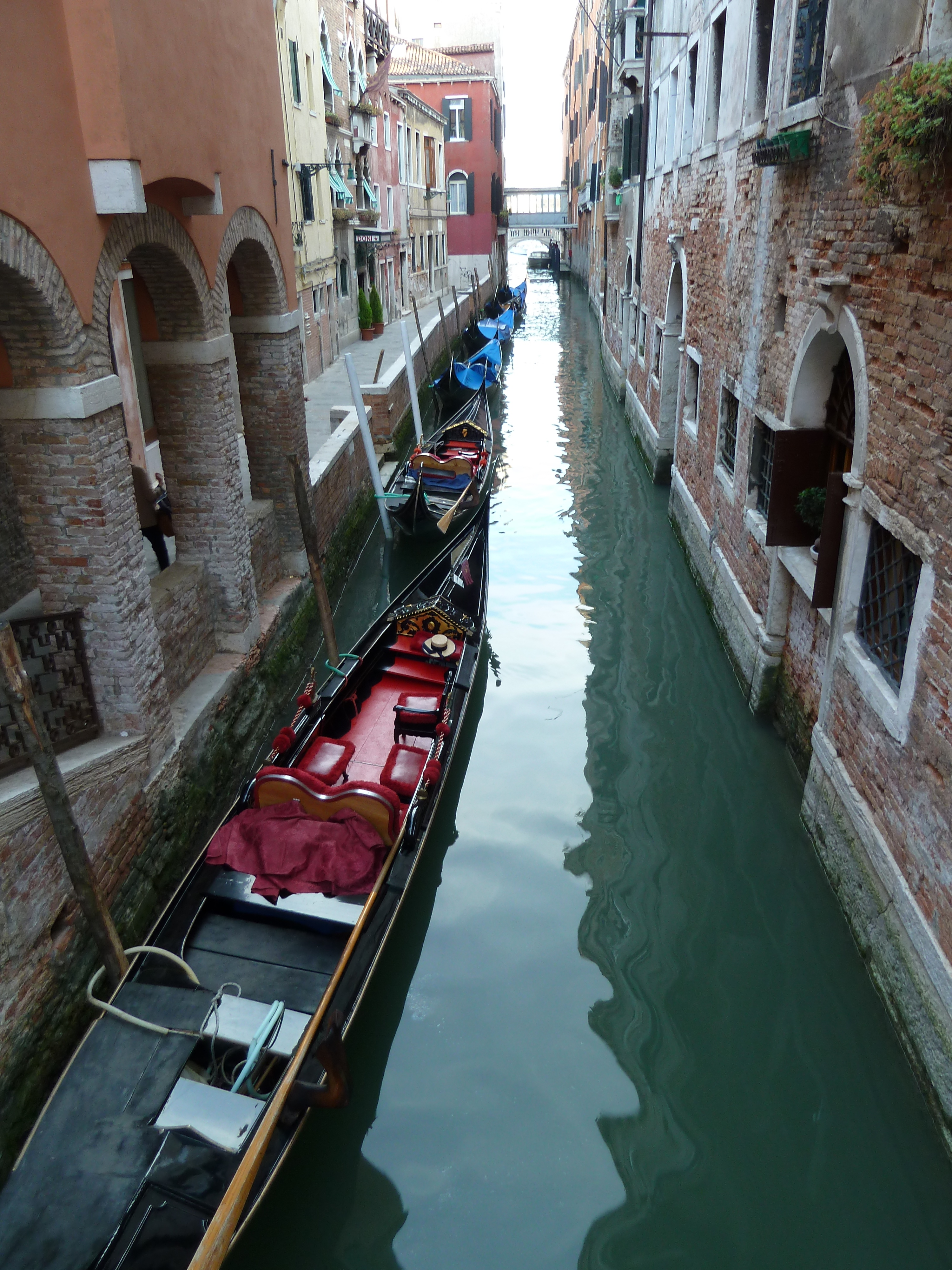
Canalul văzut înspre Bazinul San Marco.

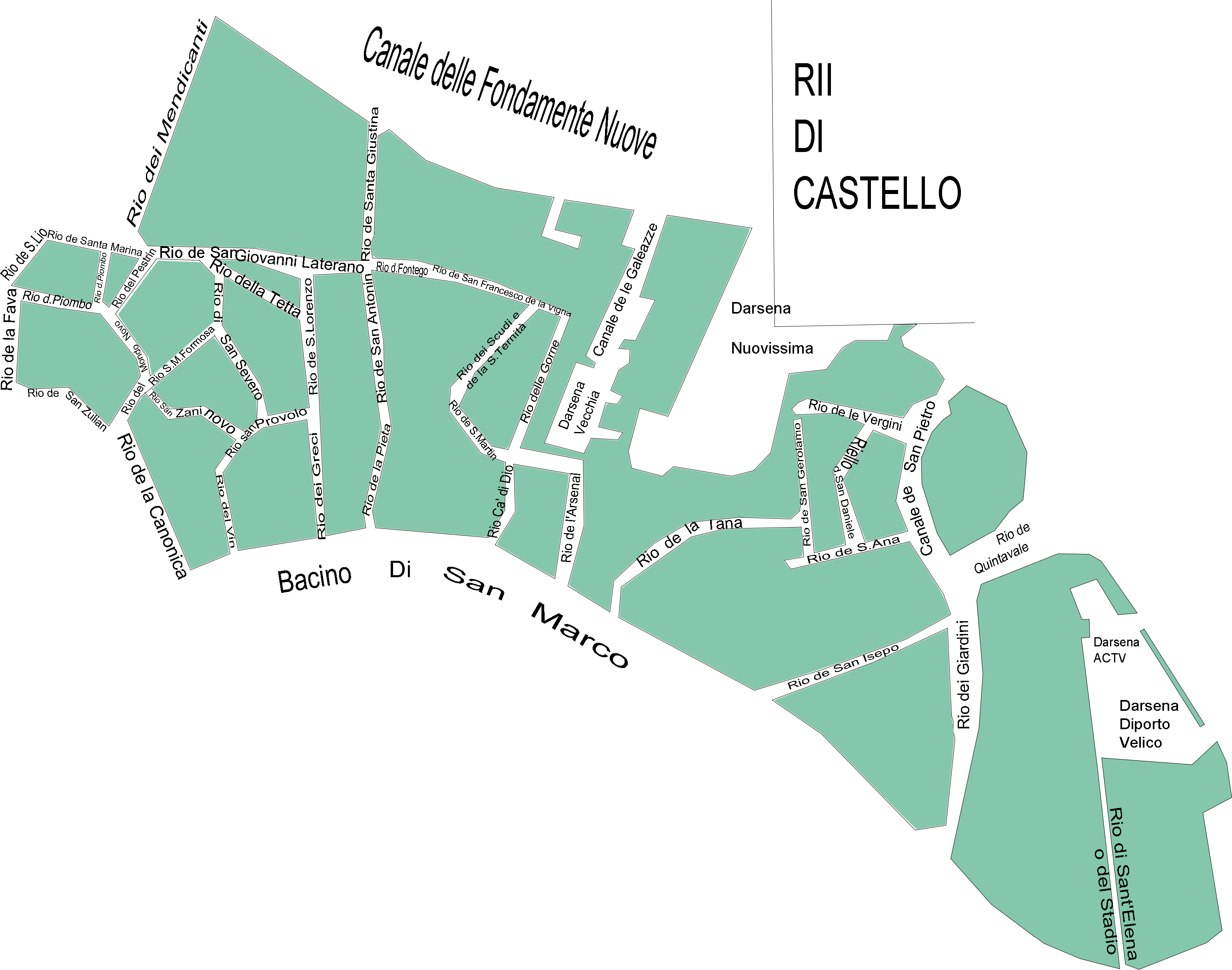
Canalele din sestiere Castello.

Rio del Vin (Canalul Vinului) este un canal din Veneția în sestiere Castello. 

## Origine
În Veneția, ambarcațiunile care transportau vin acostau la Rialto și aici, la podul care se numește del vin din acest motiv. La baza acestui pod a fost construit în secolul al XV-lea o clădire care aparținea uneia dintre cele mai vechi și mai ilustre familii din Veneția, Dandolo. În 1822 clădirea a fost cumpărată de Giuseppe da Niel și transformată în hotel de lux cu numele de "Danieli".

## Descriere
Rio del Vin are o lungime de 232 metri. El prelungește rio di San Provolo către sud pentru a se vărsa în Bazinul San Marco.

## Localizare
- Acest canal se varsă în Bazinul San Marco lângă Hotelul Danieli (Palatul Dandolo) și cheiul San Zaccharia. El se întâlnește cu rio de San Zaninovo pe porțiunea sa nordică, la confluența cu rio de San Provolo.

## Poduri
Canalul este traversat de două poduri (de la nord la sud):
- la nord, de Ponte de San Provolo care conectează salizada și campo omonime
- la sud, de Ponte del Vin pe Riva degli Schiavoni; reconstruit asemănător cu ponte de la Paglia în a doua jumătate a secolului al XVIII-lea

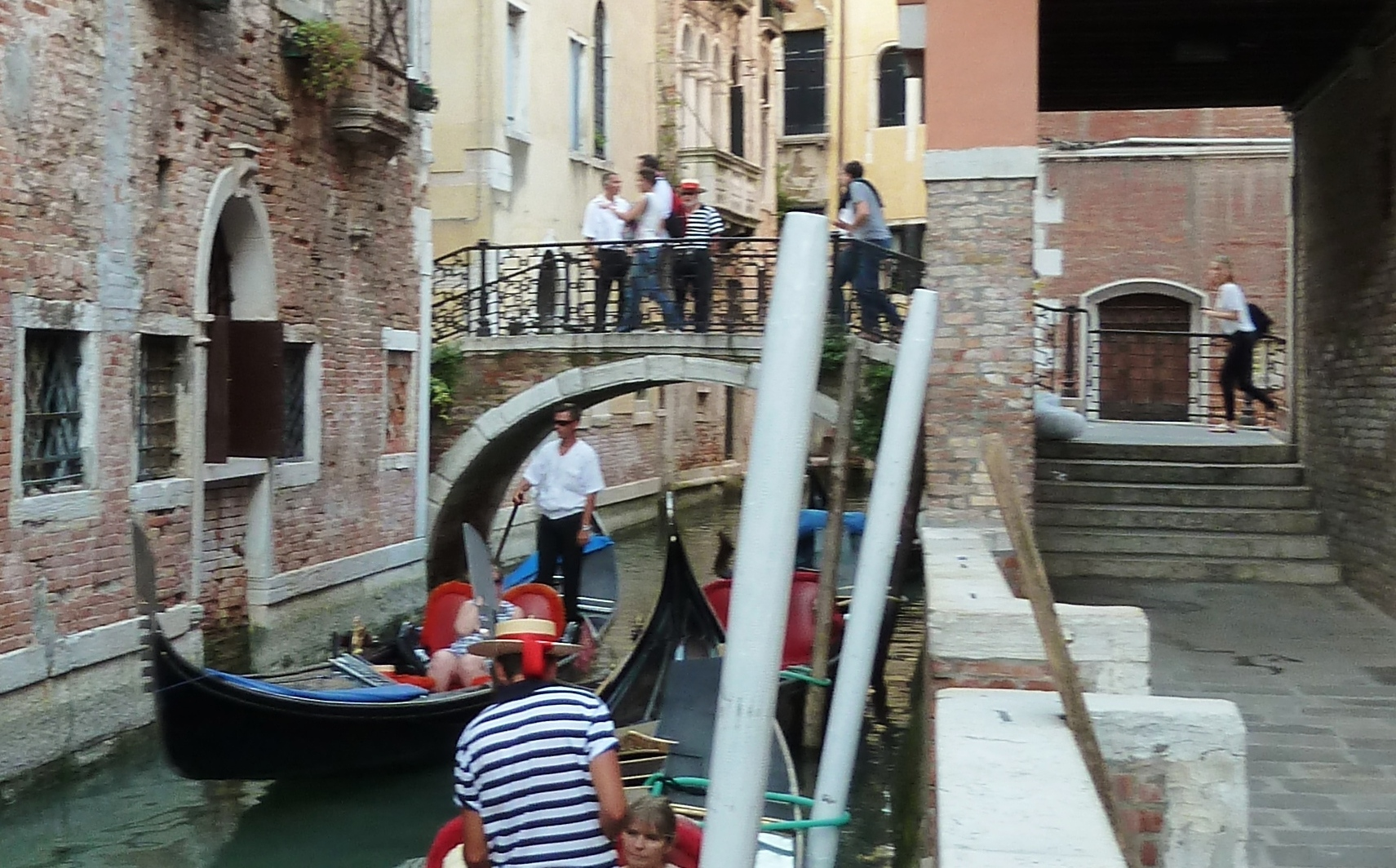
Ponte de San Provolo
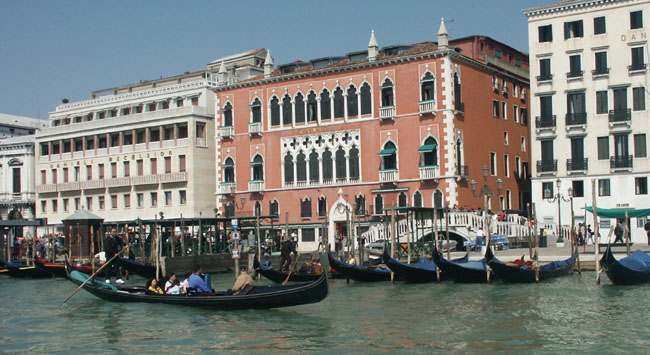
Ponte del Vin